# Opsion johannseni
Opsion johannseni är en tvåvingeart som beskrevs av Garrett 1925. Opsion johannseni ingår i släktet Opsion och familjen svampmyggor.
Artens utbredningsområde är British Columbia. Inga underarter finns listade i Catalogue of Life.